# 機能和声理論
機能和声理論（きのうわせいりろん、独: Funktionstheorie）は、ジャン＝フィリップ・ラモーが和声のために諸三和音の各機能を、機能（仏: fonction）という言葉を使うことなく『和声論』（1722年）で個別化区分した後に、フーゴー・リーマンが1893年に体系化し、ヴィルヘルム・マーラーがBeitrag zur durmolltonalen Harmonielehreを1931年に出版して拡大させた音楽理論である。日本ではHarmonielehreのlehreにあやかって「機能和声学」と呼ばれることがある。

## 経緯

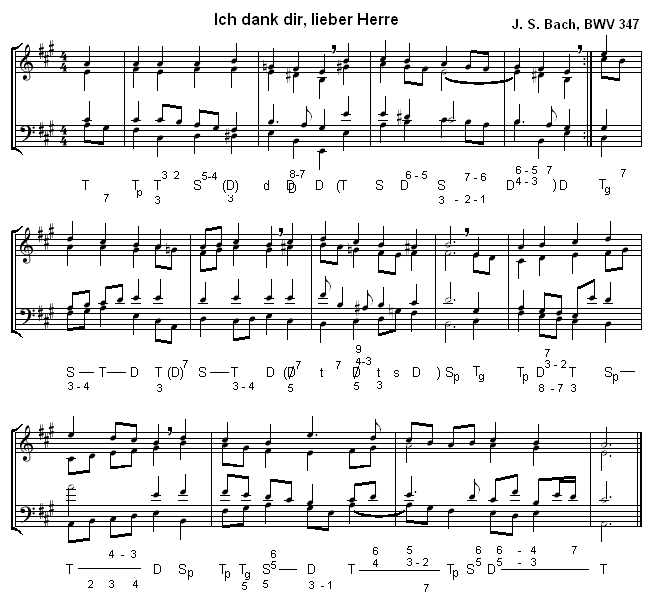
機能和声理論に基づくバッハのコラールの和声分析

キルンベルガーは、数字付き低音のみで和声を示す従来の方法から一歩抜きんでて、長旋法あるいは短旋法の音度に基づくローマ数字による和声分析を用いた。
その後、ザーロモン・ヤーダスゾーンはローマ数字に数字付き低音を同時に付記するなど細かい修正があったが、ローマ数字による和声分析では不十分と感じたフーゴー・リーマンはローマ数字による音度ではなく、トニカを{\displaystyle {T}}, ドミナントを{\displaystyle {D}}, サブドミナントを{\displaystyle {S}}とする記号を用いた。機能和声理論はフーゴー・リーマンからマックス・レーガー、そしてヘルマン・グラブナーへと継承されていった。
このリーマン理論をさらに合理性を保って完成させたのがヴィルヘルム・マーラーである。ヤーダスゾーン以来頻繁に用いられていた丸印を廃止しただけではなく、ナポリ6度に小さな{\displaystyle {n}}を加え、またリーマンの理論ではイタリック体で表示されていたアルファベットをローマン体へ戻したことで、和声の識別がリーマンの分類よりも容易になった。画期的であったのが、自著 Beitrag zur durmolltonalen Harmonielehre へローマ数字による和声分析と機能和声学の記号の間の対照表を加えたことである。マーラーのBeitrag zur durmolltonalen Harmonielehreは現在に至るまで何度も出典として引用されている。
その後、全音階和声で頻繁に発生する空虚五度に対してパウル・ヒンデミットは和音のアルファベットをR, W, Kほかに変えて、詳細な分類を試みた。

## 特徴

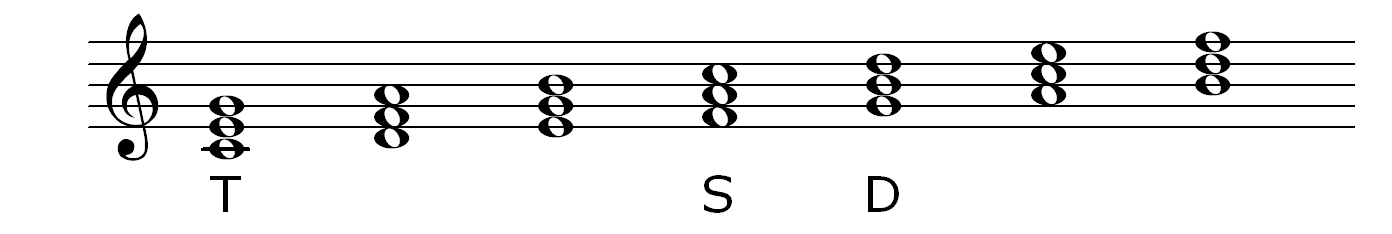
ハ長調における主要三和音

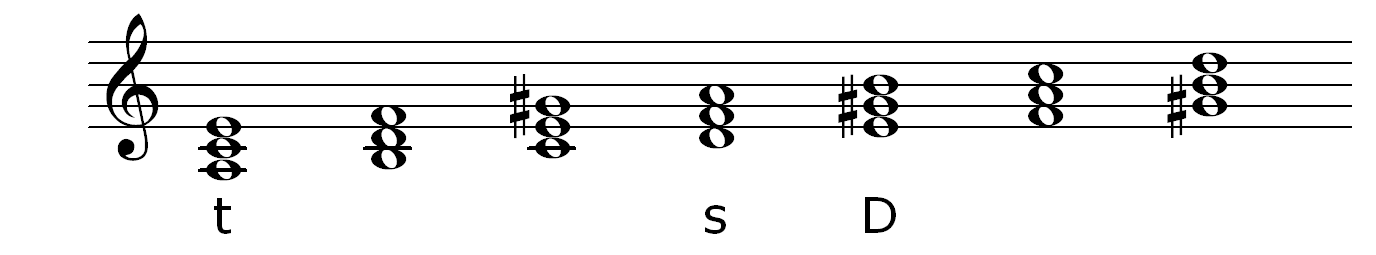
イ短調の和声短音階における主要三和音。短三和音は小文字、長三和音は大文字で示す。

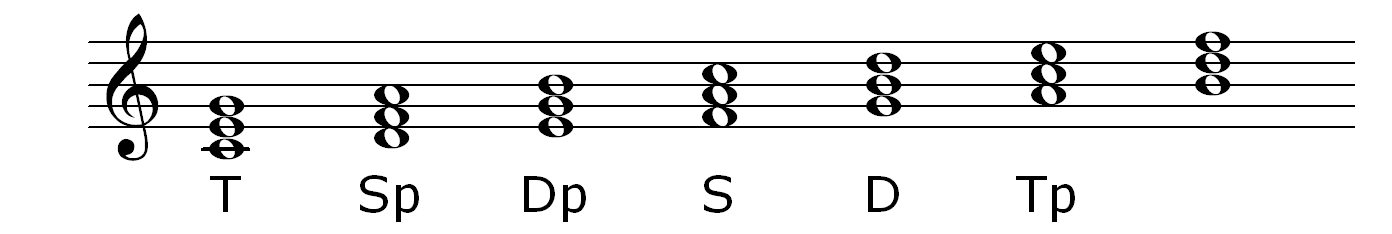
長調では3度下の「並行和音」に「並行（パラレル）」を示す"p"を後置する。短三和音なので小文字で示す。ハ長調の音階上の並行和音は上のとおりである。

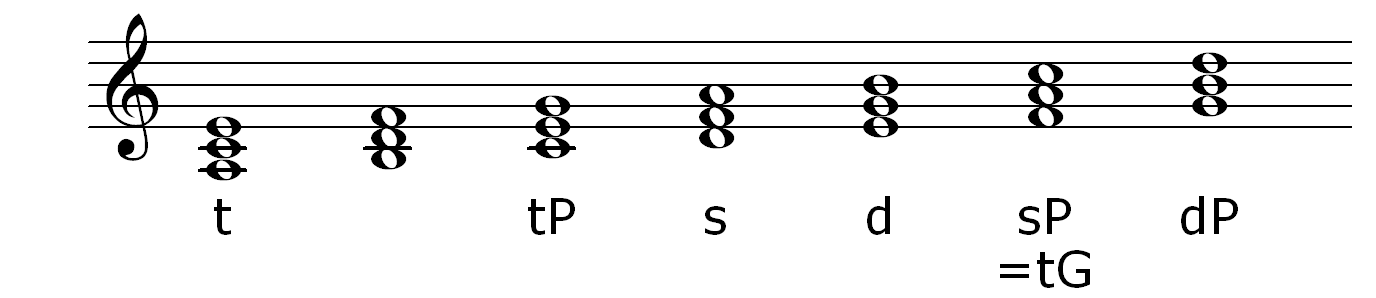
短調では3度上の「並行和音」に、長三和音なので大文字の"P"を後置する。イ短調の音階上の並行和音は上のとおりである。

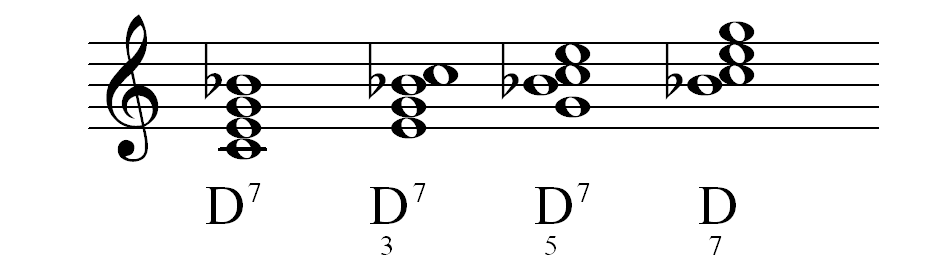
ヘ長調の属7和音の表現例。右上に7の和音であることを示す7を書き、Dの下にバスが第3音なら3、第5音なら5、第7音なら7を書く。バスが第7音の場合は右上に7を書く必要がないので書かない。かつて第3音を示す際には3とイタリックであったが、新規に出版された教科書ではこの必要はなくなっている。

- Iなどのローマ数字による和声分析をやめ、トニカ、ドミナント、サブドミナント、ドッペルドミナントで和音を区別する。大文字と小文字を両方使用する点は変更がない[11]。
- 音度のVIIに相当する和音は、ローマ数字による和声分析では「Ⅴ7の和音から根音を省略した形」であるとは認めなかった。機能和声理論ではDに斜線を入れて、その真下に3を入れ、右隣に7と書き、短縮ドミナント7の和音（ドイツ語版）と呼ぶ。

## 機能和声理論の習得
ヴィルヘルム・マーラーの編み出した記号も時代によって変化しており、Reinhard Amonはドッペルドミナントに対してDの二重重ねをやめている。このほか、各種理論家も独自の細かい修正をフォントにまで加えている。ヴィルヘルム・マーラーの記号も、ディーター・デ・ラ・モッテほかによる修正が加えられ現在に至っている。読者の便宜を図って両方の和声学の記号を併記することも英語圏で行われている。ドイツでは機能和声理論の教程が著者を変えつつ現在も存続している。

## ヴィルヘルム・マーラー式の和音記号に基づいた現代の教科書
- Christoph Hempel - Harmonielehre, Das große Praxisbuch Harmonie und Satz vom Choral bis zum Jazz. Mit über 1000 Musikbeispielen.
- Thomas Krämer - Harmonielehre im Selbststudium.
- Wilhelm Maler, G. Bialas, und J. Driessler - Beitrag zur durmolltonalen Harmonielehre I. Leuckart, München/Leipzig, 1967, ISBN 978-3-92058-7-004.
- Wilhelm Maler, G. Bialas, und J. Driessler - Beitrag zur durmolltonalen Harmonielehre II. Leuckart, München/Leipzig, 1967, ISBN 978-3-92058-7-011.
- Diether de la Motte - Harmonielehre (= dtv 30166). Gemeinschaftliche Original-Ausgabe, 13. Auflage. Deutscher Taschenbuch-Verlag u. a., München u. a. 2004, ISBN 3-423-30166-X.
- Reinhard Amon - Lehr- und Handbuch zur Funktionstheorie und Funktionsanalyse, ISBN 978-3-70247-6-427.
- Reinhard Amon - Lexikon der Harmonielehre, ISBN 978-3-47602-5-944.
- Hermann Grabner - Handbuch der funktionellen Harmonielehre, ISBN 978-3-76492-112-5.
- Jürgen Ulrich mit Dorothea Ohly (Herausgeber) und Joachim Thalmann (Herausgeber) - Harmonielehre für die Praxis: mit elementarer Satzlehre (Studienbuch Musik) ISBN 978-3-79578-738-7